# Dżubb Nasan
Dżubb Nasan (arab. ‏جب نعسان‎) – wieś w Syrii, w muhafazie Aleppo. W 2004 roku liczyła 1011 mieszkańców.